# 팔머리동맥
팔머리동맥(brachiocephalic artery, brachiocephalic trunk), 완두동맥(腕頭動脈) 또는 무명동맥(innominate artery, 無名動脈)은 가슴세로칸의 동맥으로, 오른쪽 팔과 머리, 목으로 혈액을 공급한다.
대동맥활에서 나오는 첫 번째 동맥이다. 갈라져 나온 직후 팔머리동맥은 오른온목동맥과 오른빗장밑동맥으로 나누어진다.
몸의 왼쪽에는 팔머리동맥이 존재하지 않는다. 왼온목동맥과 왼빗장밑동맥은 대동맥활에서 직접 갈라져 나온다. 반면 팔머리정맥은 몸의 양쪽에 존재한다.

## 구조
팔머리동맥은 오른쪽 둘째 갈비연골의 위쪽 경계 높이에서, 대동맥활 시작 부분으로부터 갈라져 나온다. 그 후 비스듬히 오른쪽과 뒤쪽을 향하며 위로 올라가 오른쪽 복장빗장관절의 위쪽 경계 높이에 이르고, 여기서 오른온목동맥과 오른빗장밑동맥으로 나누어진다.

### 위치 관계
팔머리동맥의 위치 관계는 다음과 같다.
- 앞쪽에는 왼쪽 팔머리정맥, 왼쪽 아래갑상정맥, 가슴샘이 위치한다. 복장목뿔근과 복장방패근, 가슴샘[2]이 팔머리동맥을 복장뼈자루와 나누며, 가끔 오른쪽 미주신경의 위심장가지가 앞쪽으로 지나간다.
- 뒤쪽에는 기관이 위치한다.
- 오른쪽에는 위대정맥, 오른쪽 팔머리정맥, 가슴막, 오른쪽 가로막신경이 존재한다.
- 왼쪽에는 왼온목동맥과 가슴샘이 위치한다.

### 가지
팔머리동맥에서 가끔 나오는 가지인 맨아래갑상동맥은 기관 앞쪽에서 위로 주행하여 갑상샘의 아래쪽 부분에 도달해, 갑상샘에 혈액을 공급한다.

### 변이
보통 팔머리동맥은 두 개의 종말가지로 나누어질 뿐 가지를 내지 않으나, 가끔 맨아래갑상동맥이라는 가지를 낸다. 가슴샘이나 기관지로 가는 가지를 내기도 한다.
맨아래갑상동맥은 그 크기가 다양하며, 다른 갑상샘으로 가는 혈관이 결손되었을 때 이를 보상하는 것으로 보인다. 팔머리동맥 외에 가끔 대동맥, 오른온목동맥, 빗장밑동맥, 속가슴동맥에서 갈라져 나오기도 한다.

## 발달
대동맥주머니는 대동맥활 몸쪽 부분의 발생기 구조이다. 대동맥 구조 중 시간 순으로 가장 먼저 만들어지는 구조로, 동맥줄기 위쪽이 확장되며 형성된다. 대동맥주머니의 오른뿔(right horn)과 왼뿔(left horn) 중에서 오른뿔이 팔머리동맥을 형성한다. 오른뿔은 그 후 오른쪽의 셋째, 넷째 대동맥활과 융합하여 오른온목동맥과 몸쪽 오른빗장밑동맥을 형성한다. 정리하면 팔머리동맥은 오름대동맥과 함께 배대동맥에서 유래한다고 할 수 있다. 한편 대동맥주머니 왼뿔은 대동맥의 몸쪽 오름부분으로 발달한다.

## 기능
팔머리동맥은 심장에서 오른쪽 팔, 머리, 목으로 혈액을 운반한다.

## 임상적 중요성
팔머리동맥의 동맥류는 모든 동맥류의 3% 정도를 차지한다. 혈전색전증 같은 합병증과 자발적 파열 등의 위험성이 있기 때문에 초기에 수술을 통해 복구하는 것이 보통 권장된다. 팔머리동맥의 동맥류는 종종 팔머리동맥 압박 증후군의 소견일 수 있으며 파열될 위험성이 매우 높다. 동맥류를 일으키는 주된 원인은 죽상경화증이다. 그 외 다른 원인에는 매독, 결핵, 가와사키병, 다카야스 동맥염, 베체트병, 결합조직질환, 혈관육종 등이 있다.
기도와 팔머리동맥 사이의 누공(tracheo-innominate artery fistula, TIF)는 높은 사망률을 보이는 외과적 응급 상황이다. 기관절개술 이후 발생률은 0.1%-1.0%로 보고되고 있다. TIF는 출혈이 생길 시 일반적으로 치명적이다. TIF를 성공적으로 관리하기 위해서는 항상 이런 상황이 발생할 수 있다는 것을 염두에 두고 실제로 발생 시 즉시 치료를 시작해야한다.
팔머리동맥의 여러 기형 사례가 보고되었다. 식도 뒤(retroesophageal)의 팔머리동맥은 드문 선천성 기형이다. 또한 갑상샘잘룩(thyroid isthmus) 바로 밑에서 기관 앞쪽을 가로지르는 비정상적인 팔머리동맥도 발견된 바 있다. 기관지내시경이나 세로칸내시경 같은 목 앞쪽의 수술, 시술은 흔하고 비교적 안전한데, 기관 주변에는 큰 혈관이 수술 시 나타나지 않기 때문이다. 그러나 이런 유형의 기형이 있을 때는 혈관이 약간만 손상되어도 대량의 출혈로 인해 환자가 사망할 수 있다. 한편 비정상적인 팔머리동맥으로 인해 불완전 혈관고리가 발생할 수 있다. 불완전한 혈관고리는 기관과 식도를 완전히 둘러싸지는 않지만, 일부 경우에서 기관과 식도가 혈관고리에 의해 눌릴 수 있다. 대동맥활에서 늦게 갈라져 나와 기관을 가로질러 주행하는 팔머리동맥 기형으로 인해 기관이 앞쪽에서 압박될 수 있다.

## 추가 이미지

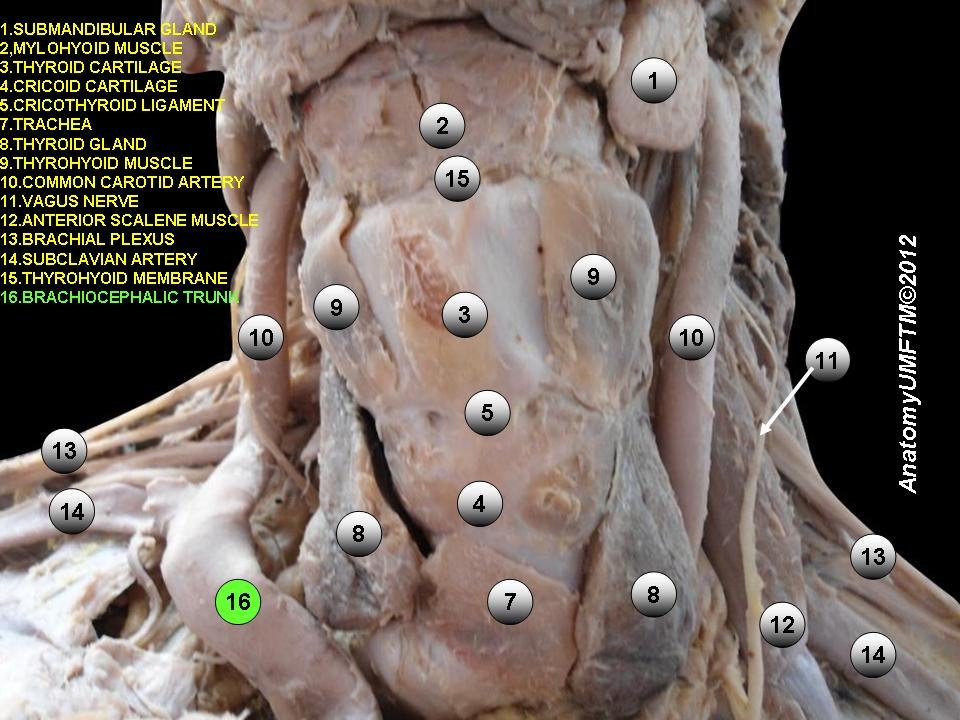
팔머리동맥
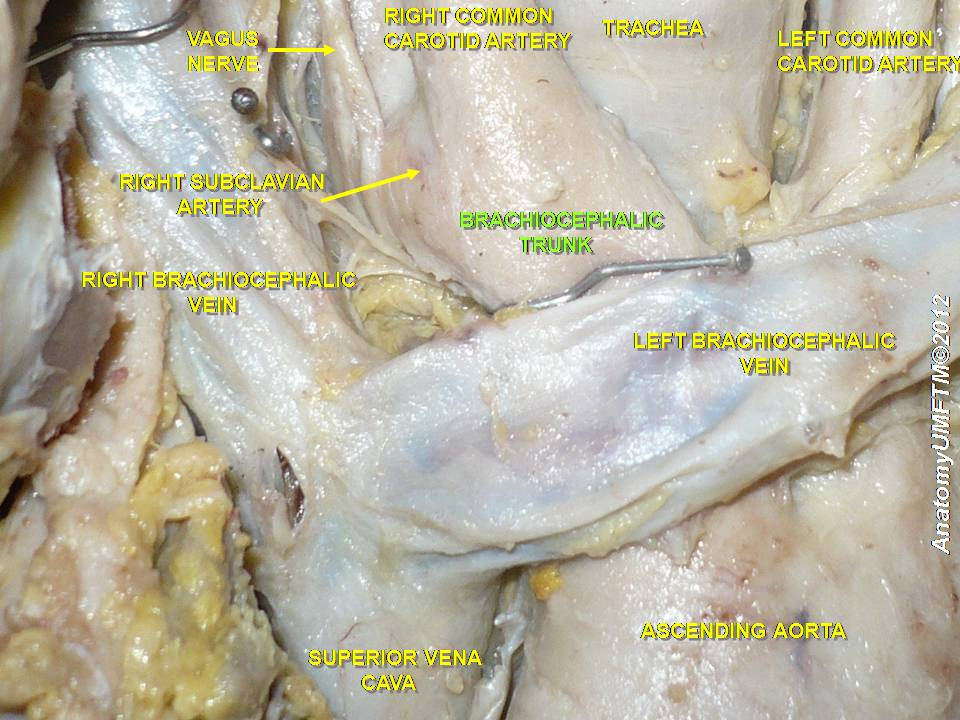
팔머리동맥

## 같이 보기
- 볼기뼈
- Innominate

## 참고 문헌
이 문서는 현재 퍼블릭 도메인에 속하는 그레이 해부학 제20판(1918) page 548의 내용을 기초로 작성된 글이 포함되어 있습니다.
1. 1 2 3  Di Tullio MR, Homma S (2016년 1월 1일). 〈Chapter 33 - Atherosclerotic Disease of the Proximal Aorta〉.   Grotta JC, Albers GW, Broderick JP, Kasner SE. 《Stroke》 (영어) Six판. London: Elsevier. 576–590쪽. doi:10.1016/b978-0-323-29544-4.00033-5. ISBN 978-0-323-29544-4.
2. 1 2 3  Dugas BA, Samra NS (2022). 〈Anatomy, Thorax, Brachocephalic (Right Innominate) Arteries〉. 《StatPearls》. Treasure Island (FL): StatPearls Publishing. PMID 32491610. 2022년 6월 12일에 확인함.
3. ↑  Woodhouse P, Waheed A, Bordoni B (2022). 〈Anatomy, Thorax, Brachiocephalic (Innominate) Veins〉. 《StatPearls》. Treasure Island (FL): StatPearls Publishing. PMID 31335059. 2022년 6월 12일에 확인함.
4. ↑  “Innominate Artery”. 《www.meddean.luc.edu》. 2022년 6월 14일에 확인함.
5. ↑  Gray's Anatomy 제20판, 548쪽.
6. ↑  Etesami M, Ashwath R, Kanne J, Gilkeson RC, Rajiah P (August 2014). “Computed tomography in the evaluation of vascular rings and slings”. 《Insights into Imaging》 5 (4): 507–521. doi:10.1007/s13244-014-0343-3. PMC 4141344. PMID 25008430.
7. ↑  “Innominate Artery Disease”. 《uvahealth.com》. 2022년 6월 14일에 확인함.
8. 1 2  Soylu E, Harling L, Ashrafian H, Anagnostakou V, Tassopoulos D, Charitos C,  외. (June 2013). “Surgical treatment of innominate artery and aortic aneurysm: a case report and review of the literature”. 《Journal of Cardiothoracic Surgery》 8 (1): 141. doi:10.1186/1749-8090-8-141. PMC 3680210. PMID 23725538.
9. ↑  Komatsu T, Sowa T, Fujinaga T, Handa N, Watanabe H (2013). “Tracheo-innominate artery fistula: two case reports and a clinical review”. 《Annals of Thoracic and Cardiovascular Surgery》 19 (1): 60–62. doi:10.5761/atcs.cr.12.01889. PMID 22785449.
10. ↑  Grollman, Julius H.; Bedynek, Julius L.; Henderson, Haller S.; Hall, Robert J. (1968년 4월 1일). “Right Aortic Arch with an Aberrant Retroesophageal Innominate Artery: Angiographic Diagnosis”. 《Radiology》 90 (4): 782–783. doi:10.1148/90.4.782. ISSN 0033-8419.
11. ↑  Dave, Varun Jitendra; Upadhya, Ila Balakrishna (2016년 1월 21일). “Aberrant innominate artery may complicate a potentially safe surgery”. 《BMJ Case Reports》 2016: bcr2015213910. doi:10.1136/bcr-2015-213910. ISSN 1757-790X. PMC 4735186. PMID 26795742.
12. ↑  Sahni D, Franklin WH (2022). 〈Vascular Ring Double Aortic Arch〉. 《StatPearls》. Treasure Island (FL): StatPearls Publishing. PMID 32644364. 2022년 6월 12일에 확인함.